# Hifa
La hifa (del griego ὑφή, huphḗ, red) es un filamento que se origina a partir de las esporas en hongos, pseudohongos y actinobacterias. En los hongos conforman los cuerpos fructíferos de los hongos macroscópicos (setas) y los hongos pluricelulares microscópicos (mohos). Consisten en una red de células alargadas y cilíndricas envueltas por una pared celular compuesta de quitina, El conjunto de estas hifas se denomina micelio. 

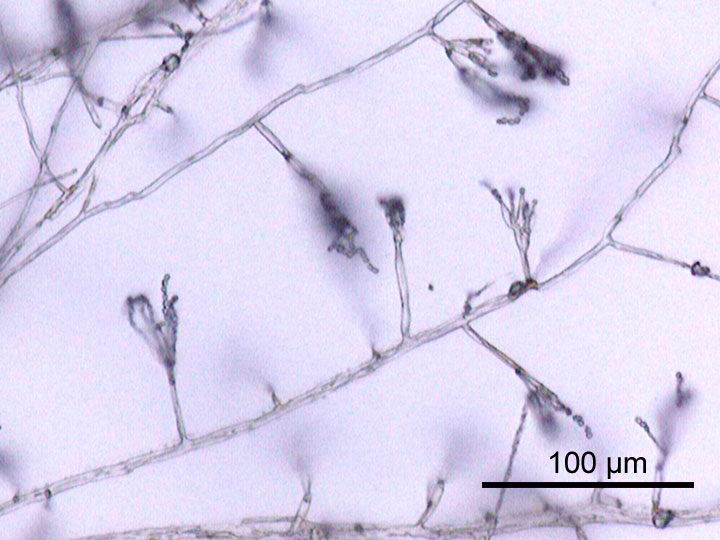
Hifas de Penicillium.

## Estructura
Una hifa consta de una o más células rodeadas por una pared celular tubular. En la mayoría de los hongos, las hifas se dividen en células por paredes transversales internas llamadas "tabiques" (tabique singular). Los tabiques generalmente están perforados por poros lo suficientemente grandes como para que los ribosomas, las mitocondrias y, a veces, los núcleos fluyan entre las células. El principal polímero estructural en las paredes celulares de los hongos es la quitina, en contraste con las plantas y los oomicetos que tienen paredes celulares de celulosa y las bacterias que las tienen de peptidoglicanos. Algunos hongos tienen hifas aseptadas, lo que significa que sus hifas no están divididas por tabiques. Las hifas tienen un diámetro promedio de 4 a 6 µm.

## Crecimiento

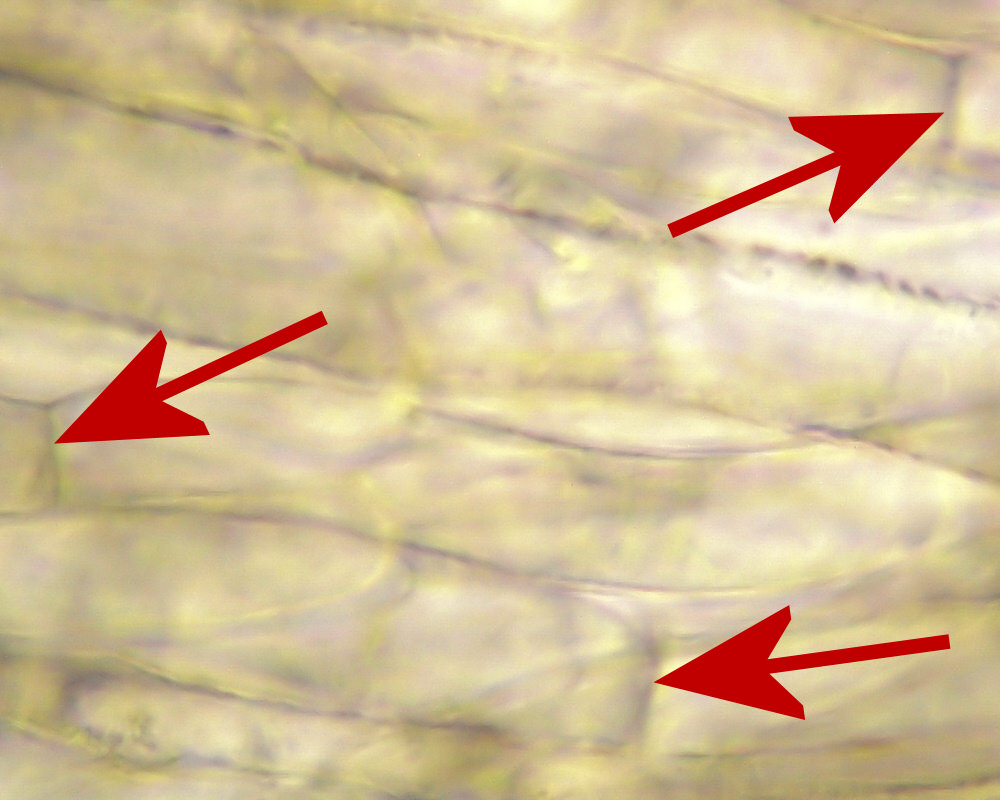
Hifas con septos.

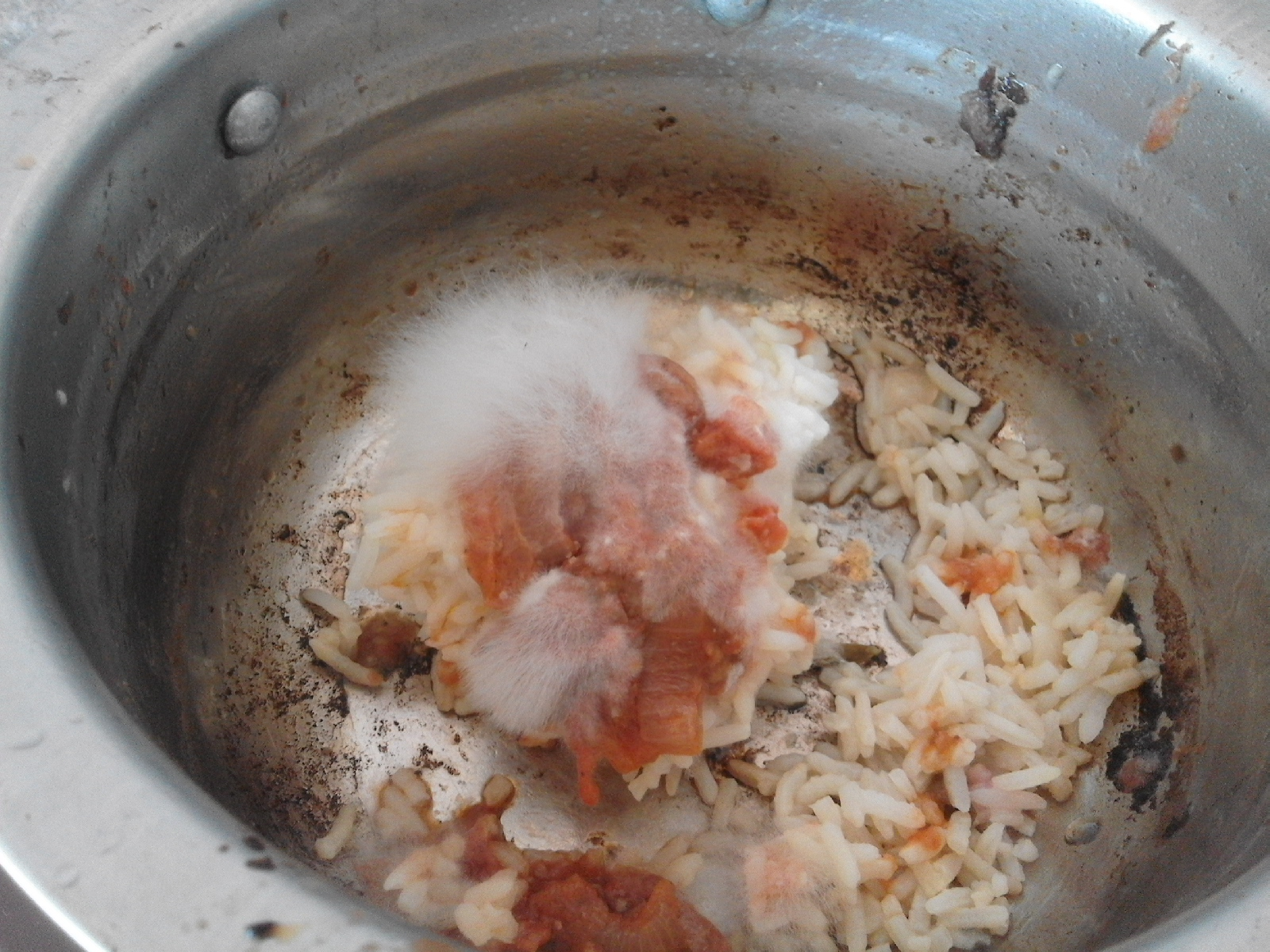
Crecimiento de hifas en una salsa de tomate con granos de arroz en masl condiciones higiénicas.

Las hifas crecen en sus puntas. Durante el crecimiento de la punta, las paredes celulares se extienden por el ensamblaje externo y la polimerización de los componentes de la pared celular y la producción interna de una nueva membrana celular. El Spitzenkörper es un orgánulo intracelular asociado con el crecimiento de la punta. Se compone de una agregación de vesículas unidas a la membrana que contienen componentes de la pared celular. El Spitzenkörper es parte del sistema de endomembranas de los hongos, que contiene y libera vesículas que recibe del aparato de Golgi. Estas vesículas viajan a la membrana celular a través del citoesqueleto y liberan su contenido (incluidas varias proteínas ricas en cisteína, incluidas las ceratoplataninas e hidrofobinas) fuera de la célula por el proceso de exocitosis, donde luego pueden ser transportados a donde se necesitan. Las membranas de las vesículas contribuyen al crecimiento de la membrana celular mientras que su contenido forma una nueva pared celular. El Spitzenkörper se mueve a lo largo del vértice de la cadena de hifas y genera ramificación y crecimiento apical; la tasa de crecimiento apical de la cadena de hifas es paralela y está regulada por el movimiento del Spitzenkörper. A medida que se extiende una hifa, se pueden formar tabiques detrás de la punta en crecimiento para dividir cada hifa en células individuales. Las hifas pueden ramificarse a través de la bifurcación de una punta en crecimiento o por la aparición de una nueva punta a partir de una hifa establecida.

## Fisiología del crecimiento en hongos y pseudohongos

Hifa (según Silar)

Las hifas se alargan desde su ápice. A diferencia de las células animales o vegetales, la “célula fúngica” no se divide. El crecimiento sólo se produce en su punto máximo. Puede ir acompañada de la formación de “tabiques” que delimitan una estructura parecida a una célula y que se denomina septo. En algunas especies, estos tabiques están perforados por un agujero, llamado poro. Proporcionan una conexión entre elementos vecinos.
Los estudios ultraestructurales (microscopio electrónico) revelaron la presencia de muchos orgánulos siguiendo un fuerte gradiente de concentración hacia el ápice. La intensa actividad biosintética produce vesículas secretoras que se dirigen hacia el ápice donde se fusionan con la membrana plasmática. Así se produce el crecimiento polarizado de la hifa. Además, estas vesículas contienen numerosas enzimas que se liberan al medio y que permitirán al hongo digerir la materia orgánica que lo rodea. Por tanto, el crecimiento y la asimilación de nutrientes van de la mano.
En las células más viejas aparecen vacuolas que pueden invadir todo el artículo.

## Fisiología del crecimiento: hifas fúngicas y fijación de carbono y calcio
Al menos desde la década de 1970, se ha observado que con frecuencia se encuentran en el suelo agujas de calcita, microestructuras finas y frágiles. Están presentes en grandes cantidades en la zona de interfaz del sistema suelo-micelio, en zonas templadas así como en diversos ambientes carbonatados tropicales· o áridos o en suelos orgánicamente muy ricos y con alta actividad biológica. Estas espumas microscópicas con forma de aguja intrigaron a los mineralogistas. Formadas por agujas de calcita (no de aragonito), eran bien conocidas en los ambientes llamados "supergénicos" (suelos o rocas alteradas en ambiente no saturado, en la capa también prospectada por raíces de plantas e hifas de hongos) pero hasta principios de los años 80 los mineralogistas las consideraron de origen abiótico, clasificándolas como especies minerales simples (lublinita), llamadas "wiskers" por algunos especialistas del karst. Algunos autores, como Durand en el noreste de Francia (en 1978) o M. Pouget en 1980 en Argelia o Regaya en 1983, observaron que estaban particularmente presentes en las costras calcáreas. En el mismo año 1983, Callot et al. Cabe señalar que a menudo estas génesis de entrelazamiento de microagujas calcáreas están “asociadas con estructuras radiculares que experimentan mineralogénesis”. En 1982 V. Verges demostró que estos entrelazamientos de cristales aciculares son, de hecho, concentraciones calcíticas (y no aragoníticas), de carácter monocristalino. En aquel entonces, todavía se consideraban «estructuras hifáticas pertenecientes al plasma fundamental», debido a su diminuto tamaño (diámetro de 0,1 µm a 1 g), como las definió L. Bal en 1975. Sin embargo, sus calificativos evocaban formas vivas, ya que hablábamos de «pseudomicelios», de «estructura hifática» con «crecimiento dendrítico», etc.
A mediados de la década de 1980, tres agrónomos franceses (Gabriel Callot, André Guyon y Daniel Mousain) estudiaron atentamente estas agujas (con distintos aumentos y en microdisección) y confirmaron que provenían de una concentración de caliza (y un poco de sílice) en el interior de las hifas de basidiomicetos. En el interior de cantiles pedregosos formados por fragmentos de caliza muy porosa, donde se concentran aguas carbonatadas, Callot y sus colegas observaron la formación (a partir de los macroporos de la roca) de calizas blanquecinas, algodonosas y pulverulentas, siempre en la cara inferior de los trozos de roca caliza. Este material parcialmente biogénico es un entrelazado de agujas de calcita entrelazadas con hifas miceliales (blancas o marrones). Puede formar una capa que alcanza de 1 a 3 cm de espesor.
Callot y sus colegas, en 1985, ya habían demostrado experimentalmente que el carbonato de calcio puede formarse fuera de las hifas de los hongos. Este nuevo estudio muestra que en la naturaleza también puede formarse dentro de las hifas (quizás vinculado a la presencia de gránulos de polifosfato en las hifas, según S Trullu y sus colegas en 1981). Esto demuestra que los hongos también pueden contribuir, modestamente, a los sumideros de carbono basados en CaCO3. Estos microsistemas tienen una importancia ecológica aún mal medida, pero constituyen de hecho una trampa de calcio y un sumidero de carbono, y es posible que contribuyan a conservar mejor el agua de condensación (rocío) y de escorrentía en ciertos guijarros o suelos superficiales que de otro modo serían muy drenantes.
Hablamos de "calcitización" de estructuras fúngicas cuando se forman rápidamente microagujas calcáreas por concentración y cristalización de sales tras el secado de la hifa fúngica; Las agujas son entonces rectas (mientras que en el laboratorio, sobre fragmentos de caliza mantenidos constantemente húmedos gota a gota, son curvadas).
La deshidratación de la hifa ocurre generalmente en verano, pero también puede ocurrir cuando la hifa está presente en un vacío o corriente de aire que la expone más fácilmente a la deshidratación. Esto "podría explicar en parte la presencia de agujas de calcita en los macrohuecos del suelo donde, además, su elongación no se ve frenada en absoluto por restricciones físicas".

## Comportamiento
La dirección del crecimiento de las hifas puede controlarse mediante estímulos ambientales, como la aplicación de un campo eléctrico. Las hifas también pueden detectar unidades reproductivas desde cierta distancia y crecer hacia ellas. Las hifas pueden atravesar una superficie permeable para penetrarla.

## Modificación
Las hifas pueden modificarse de muchas maneras diferentes para cumplir funciones específicas. Algunos hongos parásitos forman haustorios que funcionan en la absorción dentro de las células huésped. Los arbúsculos de los hongos micorrízicos mutualistas cumplen una función similar en el intercambio de nutrientes, por lo que son importantes para ayudar a las plantas a absorber agua y nutrientes. El micelio extramatrical ectomicorrícico aumenta en gran medida el área del suelo disponible para la explotación por parte de las plantas hospedantes al canalizar agua y nutrientes a las ectomicorrizas, órganos fúngicos complejos en las puntas de las raíces de las plantas. Las hifas se encuentran envolviendo las gonidias en líquenes, constituyendo gran parte de su estructura. En los hongos que atrapan nematodos, las hifas pueden modificarse para formar estructuras que atrapan, como anillos de constricción y redes adhesivas. Se pueden formar cordones de micelio para transferir nutrientes a distancias más grandes. Los tejidos, cordones y membranas fúngicos a granel, como los de los hongos y los líquenes, se componen principalmente de hifas afieltradas y, a menudo, anastomosadas.

## Clasificación
Las hifas pueden presentar un tipo de segmentación que divide al filamento por medio de tabiques denominados septo, los núcleos de estas pueden ser uninucleares o pluricelulares, estos pueden migrar a través de los septos por unas estructuras denominada poros, con el fin de reproducirse y realizar intercambio genético, lo cual permite la separación citoplasmática. Por otro lado, hay hongos que no presentan este tipo de morfología y se denominan cenocíticos, que pueden contener de cientos a miles de núcleos a lo largo de todo el filamento citoplasmático.
Las hifas que se encuentran formado un cuerpo fructífero (Basidioma/Ascoma) pueden clasificarse de acuerdo a dos sistemas: El primero iniciado por Corner (1932) y mejorado por Talbot (1975) y El segundo por Fayod (1889) y aumentando por Singer (1975).

### Sistema de clasificación Corner-Talbot
El sistema realizado por Corner es conocido como Sistema Mítico y en él las hifas son divididas en tres categorías:

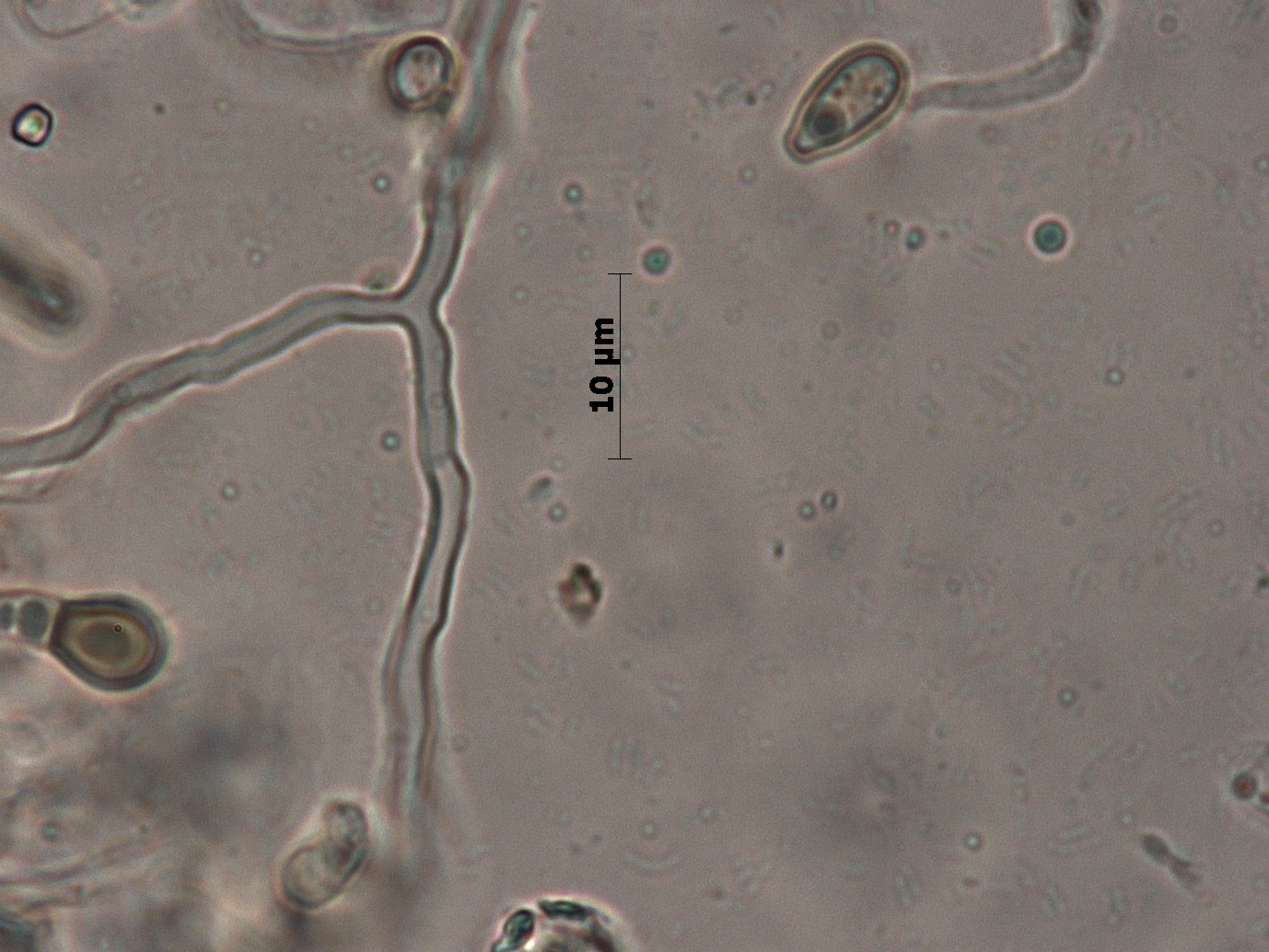
Hifa generativa bifurcada, de pared delgada

1. Sistema monomítico: Este es un sistema hifal compuesto por hifas generativas de pared delgada, ramificadas, angostas (1.5-10 µm) y septadas.
2. Sistema dimítico: Es un sistema hifal conformado por hifas generativas y esqueléticas; estas últimas caracterizadas por tener paredes gruesas, ausencia de septos, no presentan ramificaciones, son rectas ligeramente flexibles.
3. Sistema trimítico: Este es un sistema hifal que se compone por hifas generativas, esqueléticas y conectivas o de unión; estas últimas caracterizadas por poseer una pared delgada, ramificadas y en ocasiones ausentes de lumen.

Cabe mencionar que también existen variaciones de estos sistemas míticos.
- Anfimítico: Es un sistema compuesto de hifas generativas y de unión.
- Fisalomítico: Es un término que se aplica a cualquier sistema en el cual existan hifas hinchadas es decir fisalomonomítico, fisalodimítico, fisalotrimítico, fisaloamfimítico.
- Sarcomítico: Este término se aplica a cualquier sistema en el que se presentan hifas esqueléticas de paredes delgadas; por lo que existen sistemas sarcomíticos o sarcodimíticos.

### Sistema de clasificación Fayod-Singer
El sistema de análisis de las hifas propuesto por Fayod divide las hifas en dos clases el fundamental, el conectivo y la tercera categoría añadida por Singer conductor.
1. Sistema fundamental: Está compuesto de hifas conectivas y esqueléticas de paredes gruesas, agrupamiento de esferocistos de pared gruesa o delgada e hifas multiseptadas infladas que se forman durante el desarrollo temprano del cuerpo fructífero.
2. Sistema conectivo: Constituido de hifas de pared delgada en su mayor parte hifas generativas.
3. Sistema conductor: Estructurado de hifas especializadas como lactíferos, olíferos y vasos gelatinosos.